# واودویل له هوت
وودویل لوئو (به فرانسوی: Vaudeville-le-Haut) یک کامین در فرانسه است که در Canton of Gondrecourt-le-Château واقع شده‌است.

## خصوصیات
وودویل لوئو ۹٫۷۱ کیلومترمربع مساحت و ۵۴ نفر جمعیت دارد و ۳۸۵ متر بالاتر از سطح دریا واقع شده‌است.